# Thomas Henry Wyatt

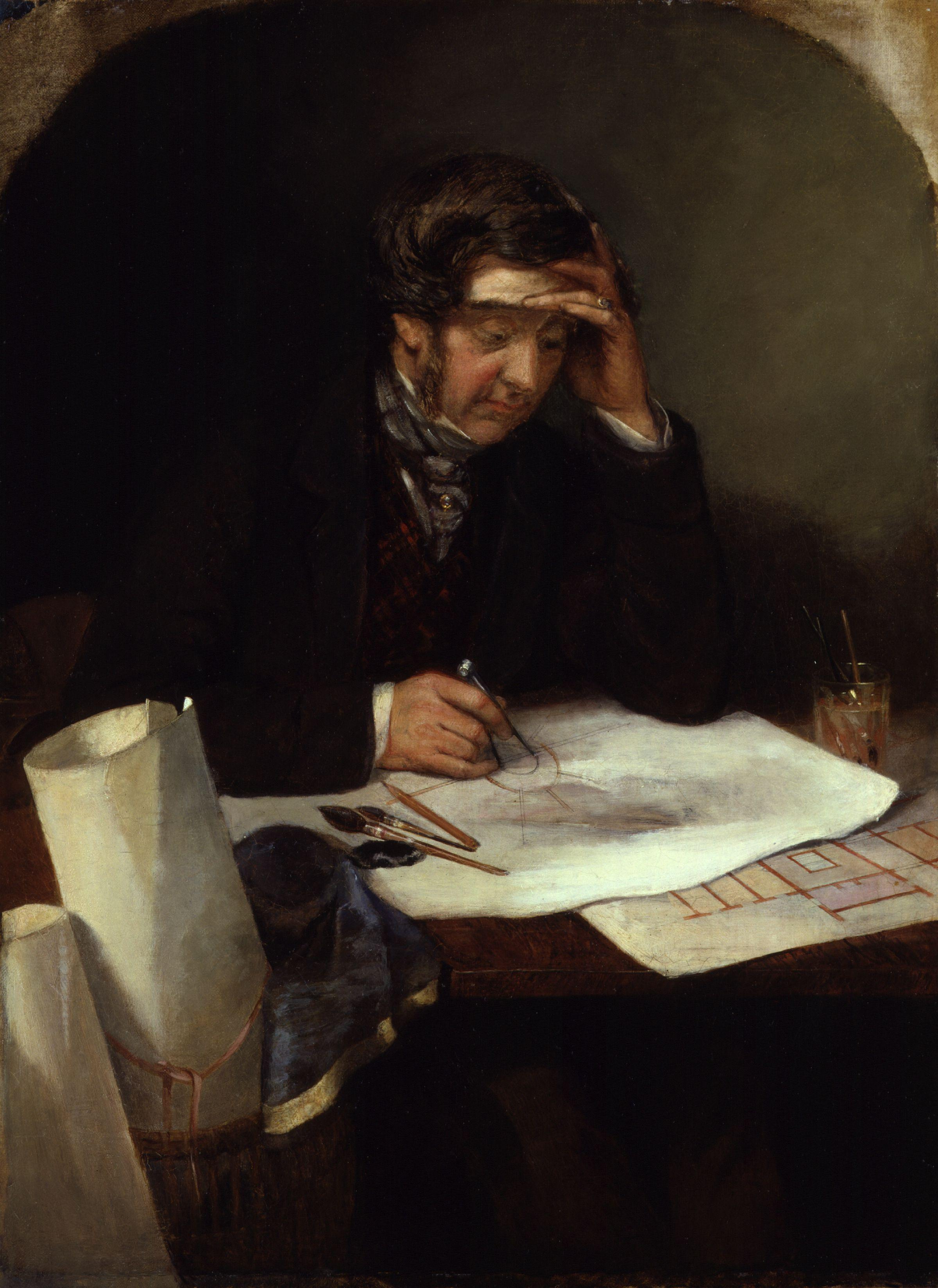
Thomas Henry Wyatt, gemalt von George Landseer

Thomas Henry Wyatt (* 9. Mai 1807 in County Roscommon, Großbritannien; † 5. August 1880 in London) war ein britischer Architekt.

## Leben
Wyatt wurde im Lough-Glin-House als Sohn des Anwalts und Polizeimagistraten Matthew Wyatt geboren und gehörte dadurch mit seinem jüngeren Bruder Matthew zu den letzten bekannten Angehörigen der Architekten-Dynastie der Wyatts im 18. und 19. Jahrhundert. Vermutlich 1825 zog die Familie nach Lambeth. Anfänglich arbeitete er beim Architekten Philip Hardwick, bei welchem er unter anderem an der Errichtung der Goldsmiths’ Hall, des Bahnhofs Euston sowie von Lagerhäusern an den St. Katharine Docks mitarbeitete. 1832 wurde er zum District Surveyor von Hackney und eröffnete gemeinsam mit David Brandon ein eigenes Architekturbüro, welches bis 1851 bestand. Am 7. Januar 1839 wurde Wyatt zum Fellow des Royal Institute of British Architects ernannt, dessen Präsident er von 1870 bis 1873 war und das ihm 1873 die Royal Gold Medal verlieh. Unter anderem durch die Unterstützung seines Onkels Arthur Wyatt wurde er mit der Errichtung zahlreicher öffentlicher Bauten in Wales beauftragt. Durch Beziehungen zum Adelsgeschlecht Beaufort erhielt er zudem Aufträge zum Bau oder zur Renovierung etlicher Herrschaftssitze. Wyatt gestaltete seine Gebäude in verschiedenen Varianten der damals beliebten klassizistischen und historistischen Baustile, insbesondere der Italianate-, viktorianischen und neugotischen Stilrichtung.
Bedeutende Werke Wyatts sind unter anderem die Renovierung der Llantarnam Abbey, ein nicht verwirklichter Entwurf für die die Town Hall von Manchester, sowie die Gebäude Paris Church und Manse in Jedburgh.
Am 5. August 1880 starb Wyatt in seinem Haus an der Great Russell Street 77 in London. Sein Grab befindet sich auf dem Friedhof von Weston Patrick.